# Idiocera buettikeri
Idiocera buettikeri är en tvåvingeart som beskrevs av Albany Hancock 1997. Idiocera buettikeri ingår i släktet Idiocera och familjen småharkrankar. Inga underarter finns listade i Catalogue of Life.